# NBA Live 96
NBA Live 96 är det andra NBA Live-spelet. PC- och  Playstation-versionernas omslag pryds av Shaquille O'Neal, som då spelade för Orlando Magic, medan SNES och Sega Mega Drive-versionerna pryds av ett fotografi tagit under första matchen vid 1995 års final. Spelet utgavs av EA Sports och släpptes den 30 november 1995. Spelet var det första i NBA Live-serien till Playstation.

### Fotnoter
1. ↑  NBA Live '96 (Genesis) på GameFaqs.com Arkiverad 3 mars 2012 hämtat från the Wayback Machine.
2. ↑  NBA Live '96 (Game Boy) på GameFaqs.com Arkiverad 15 juni 2012 hämtat från the Wayback Machine.
3. ↑  NBA Live '96 (SNES) på GameFaqs.com Arkiverad 6 juni 2012 hämtat från the Wayback Machine.
4. ↑  NBA Live '96 (PC) på Gamefaqs.com Arkiverad 25 oktober 2012 hämtat från the Wayback Machine.